# سرجون الأكدي
سرجون الأكدي (بالأكدية:𒈗𒁺 : «شارّو كِن»، بمعنى الملك الأسد)  هو مؤسس الإمبراطورية الأكدية وأول أباطرتها. امتدت إمبراطوريته الواسعة من عيلام إلى البحر المتوسط، واشتمل ذلك بلاد ما بين النهرين والأناضول. حكم منذ عام 2334 حتى 2284 ق.م.، من عاصمته الجديدة أكد، التي تقع في الضفة اليسرى لنهر الفرات بالقرب من كيش. ولم يكن سرجون هذا من أبناء الملوك، ولكن الحكايات السومرية تروي سيرته على لسانه وقد تكون أسطورة، فهو يقول: «وحملت بي أمي وضيعة الشأن، وأخرجتني إلى العالم سراً ووضعتني في قارب من السل كالسلة وأغلقت علىَّ الباب بالقار». وأنجاه أحد العمال، وأصبح فيما بعد ساقي الملك، فقربه إليه، وزاد نفوذه وسلطانه. ثم خرج على سيده وخلعه وجلس على عرش أجاد، وسمى نفسه «الملك صاحب السلطان العالي» وإن لم يكن يحكم إلا قسما صغيراً من أرض الجزيرة. ويسميه المؤرخون سرجون «الأعظم» لأنه غزا مدناً كثيرة، وغنم مغانم عظيمة، وأهلك عدداً كبيراً من الخلائق. وكان من بين ضحاياه الملك السومري لوغال زاغيسي نفسه الذي نهب لكش وانتهك حرمة إلهتها، فقد هزمه سرجون وساقه مقيداً بالأغلال إلى نيبور. وأخذ هذا الجندي الباسل يخضع البلاد شرقاً وغرباً، شمالاً وجنوباً، فاستولى على عيلام وغسل أسلحته في مياه الخليج العربي العظيم رمزاً لانتصاراته الباهرة، ثم اجتاز غرب آسيا ووصل إلى البحر الأبيض المتوسط، ودام سلطانه خمساً وخمسين سنةً، وتجمعت حوله الأساطير فهيأت عقول الأجيال التالية لأن تجعل منه إلهاً. وانتهى حكمه ونار الثورة مشتعلة في جميع أنحاء دولته. ويعتبر سرجون الأكدي أول موحّد للعراق القديم القديم 

## أصله ونشأته

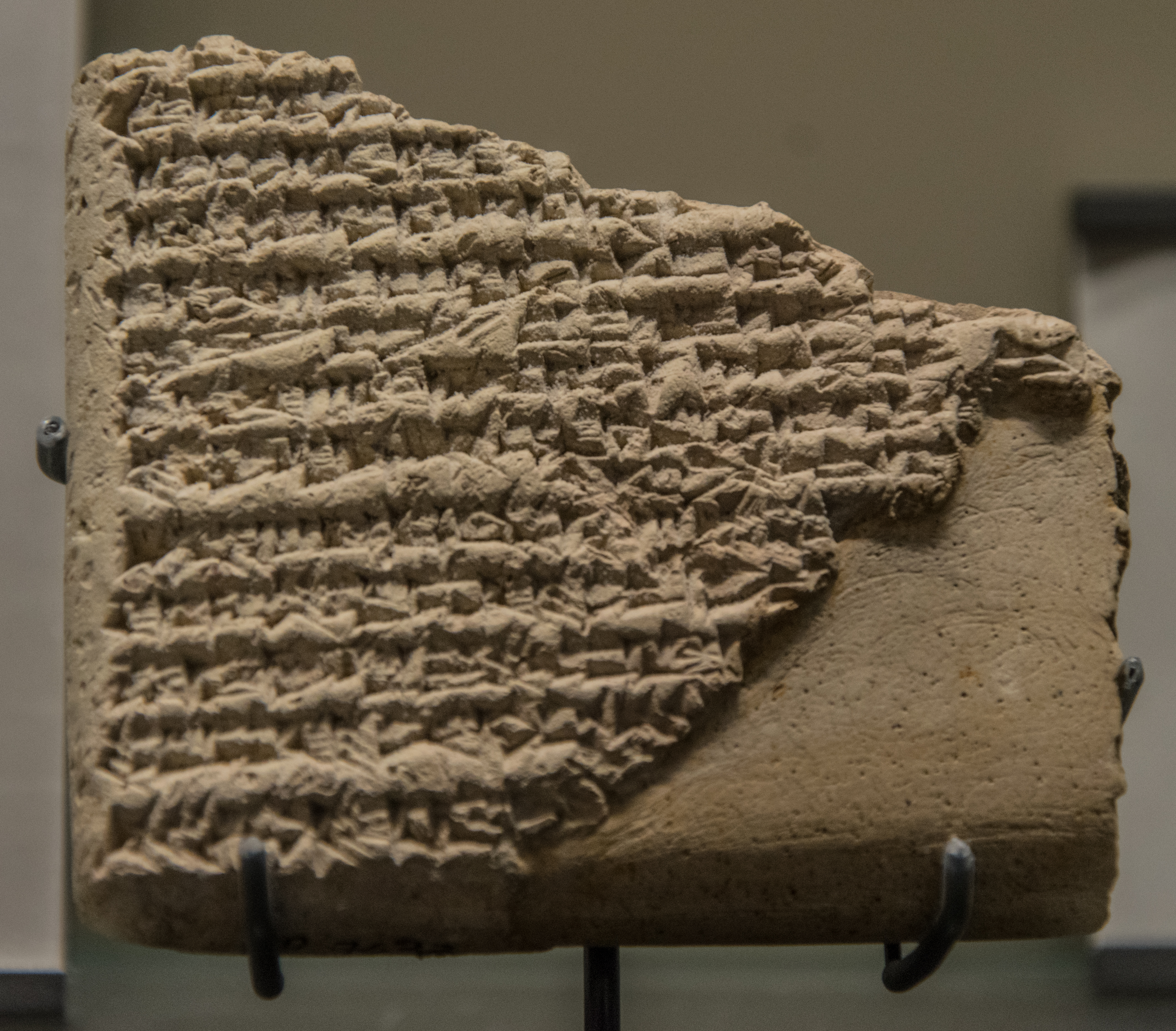
لوح طيني يذكر قصة ولادة سرجون ، يعود ألى أوائل الألفية الثانية قبل الميلاد. متحف اللوفر.

ولد سرجون سنة 2300 ق م وسرجون الأكدي هو ملك من أصول سامية قصة ولادته حسب النصوص السومرية القديمة كانت أمه كاهنة عليا من طبقة انتيم (البتول أو العذراء) في مدينة آزوفيرانو، حملت به ووضعته سراً وأخفته في سلة مقيرة من الحلفاء وغطته ورمته في الماء، فلم يغرقه النهر بل حمله إلى آكي سقّاء الماء (ساقي ملك كيش اور زبابا)، فانتشله آكي بدلوه، ورباه واتخذه ولداً وعينه بستانياً عنده، وبينما كان يعمل بستانياً أحبته الآلهة عشتار فتولى الملوكية. وقصة ولادة سرجون تشبة إلى حد كبير قصة ولادة النبي موسى.
تقول النصوص السومرية أن هناك حربا اندلعت بين سلالتي اوروك وكيش انتصر بها ملك اوروك لوغال زاغيزي سي وتمكن من السيطرة على مدينة كيش وقام لوغال زاغيزي بأسر اور زبابا وأسره إلى اوروك وقتله هناك.
بعد فترة قصيرة قرر سرجون الثأر لما حصل لمدينة كيش ولما حصل لملكها اورزبابا فجمع تأييد سكان مدينة كيش وحشد جيشا لمهاجمة لوغال زاغيزي في مدينته اوروك ليخوض المعركة المعروفة بمعركة الوركاء فتمكن من هزيمته وأسره من هناك وجلبه أمام تمثال الآلهة إنانا وتمكن بذلك من توحيد الدويلات السومرية.

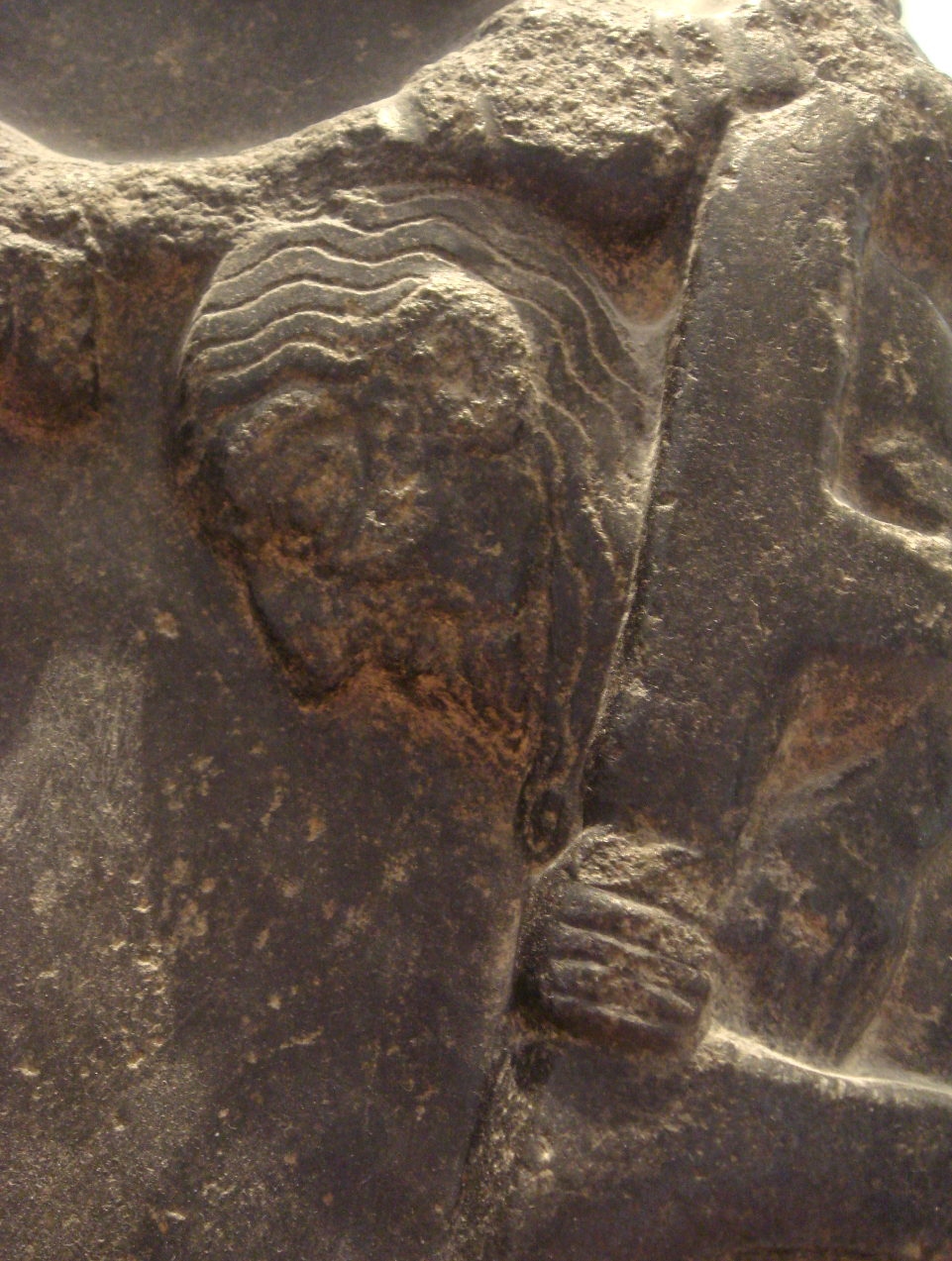
سجين في قفص ، يرجح بانه ملك أوروك لوغالزاغسي ، يتعرض للضرب على رأسه بصولجان من قبل سرجون الأكدي. نقش للإمبراطورية الأكدية حوالي 2300 قبل الميلاد. متحف اللوفر.

بعد ذلك قام سرجون ببناء مدينة أكد التي موقعها حتى الآن غير معروف وسمي بسرجون الأكدي نسبة إلى مدينة أكد التي بناها وجعلها عاصمة لإمبراطوريته لكن يقال بأن اينشاكوشانا ملك أوروك هو الذي بنى مدينة أكد وأن سرجون الأكدي اعتمدها كعاصمة له بسبب وجود معبد الآلهة إنانا فيها ويُعتقد بأن اينشاكوشانا هو جد سرجون وهناك من يقول إن اينشاكوشانا هو الملك نمرود الذي ذكر في التوراة والذي يقول النص التوراتي إن نمرود كان ابتداء مملكته في بابل وثم بنى أكد وأوروك وكلنه وكذلك هناك من ينسبون بأن سرجون الأكدي هو الذي بنى مدينة بابل مقابل مدينة كيش وكذلك أخذ من تراب مدينة بابل ونقله إلى أكد عاصمته إذ كان يظن أن بابل هي مدينة مقدسة.

## إنشاء مملكة سرجون
بعد أن تمكن سرجون من السيطرة على مملكة كيش تمكن من السيطرة أيضا على مملكة أوروك ثم سيطر على مدينة اوما وبعد ذلك تمكن من الاستيلاء على نيبور وبعد ذلك تمكن من الاستيلاء على اور ثم اتجه شرقا نحو لكش ووحدها ضمن مملكته وبعد ذلك اتجه إلى جنوب شرق بمحاذاة الخليج العربي وبهذا تمكن من توحيد جميع المدن السومرية.
بعد ذلك برز خصم آخر لسرجون الأكدي وهو كاشتوبليا ملك مدينة كازالو التي تقع قرب مدينة ماري الشوباري لكن سرجون الأكدي تمكن من هزيمته وضم مملكته إليه بعد ذلك قام سرجون بتأسيس جيش قوي من السومريين والأكديين الساميين وهذا ساعد الساميين الذين كانوا في بلاد ما بين النهرين أن يستولوا على مقاليد الحكم وأصبحت اللغة الأكدية هي اللغة الرسمية في بلاد الرافدين كما تطورت التجارة بين الساميين في بلاد الرافدين وبين المدن والمستعمرات السامية في الخليج العربي مثل مجان وميلوحا ودلمون، أصبحت الآلهة السامية هي الآلهة الرسمية في إمبراطورية سرجون لكن الساميون احترموا الآلهة السومرية، وتركوا حرية العبادة للسومريين فبرزت آلهة سامية مثل الإله انو والآلهة إنليل وبعد ذلك اتجه سرجون لفتح البحر الأبيض المتوسط وبذلك أصبح سرجون أول إمبراطور في التاريخ القديم وأول من وحّد أراضي العراق اليوم.

### ترتيب الدولة

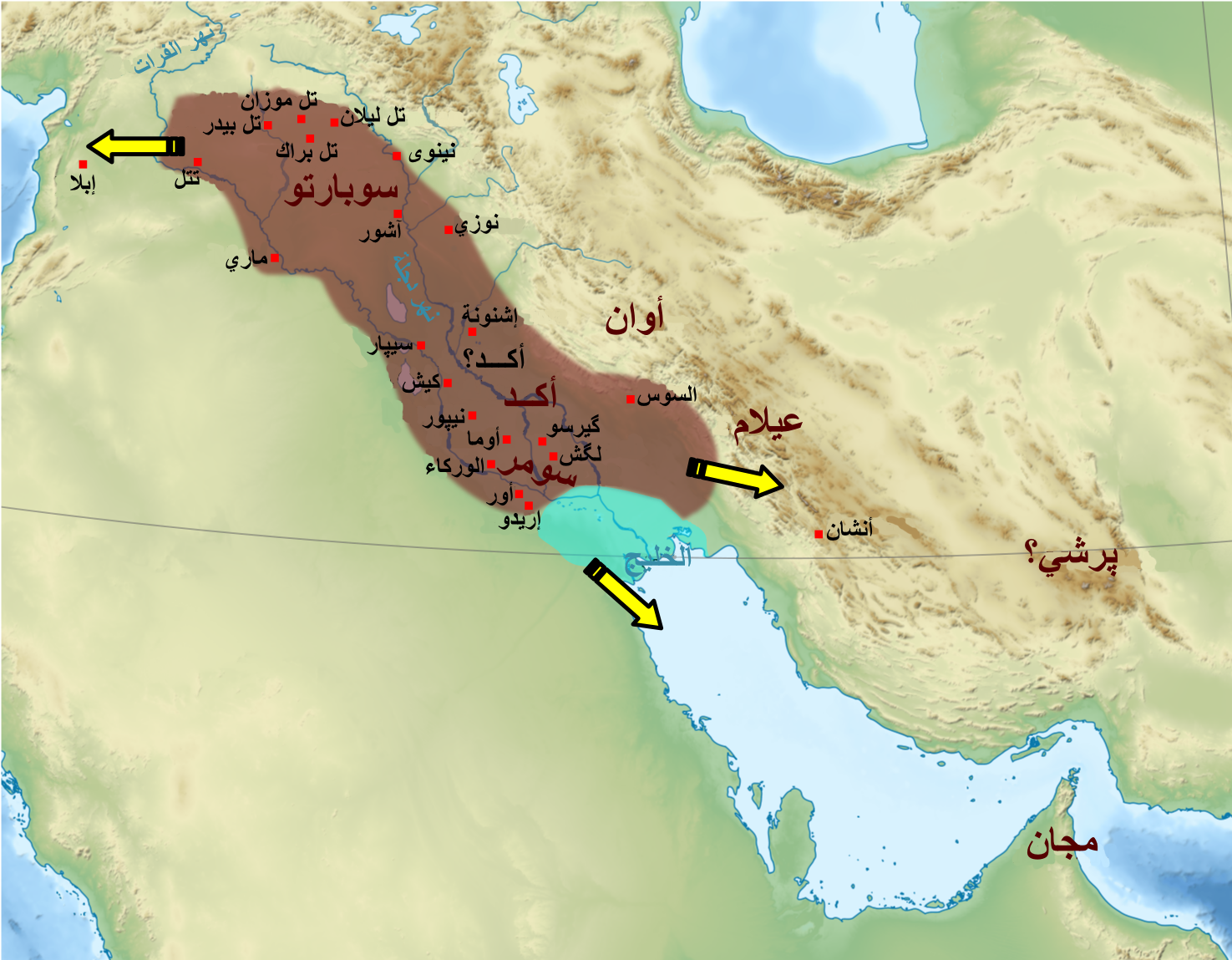
خريطة تقريبية للإمبراطورية الأكدية في عهد حفيد سرجون ، نارام سين

في عهد سرجون، تم دمج ممتلكات المعبد مع الملكيات. كانت ولاية سرجون أول محاولة لخلق حكومة مركزية، حيث حلت البيروقراطية القيصرية التي لم تولد بعد محل الأرستقراطية العشائرية القديمة، وتحولت هيئات الحكم الذاتي في دول المدينة (المجلس، التجمع الشعبي) إلى إدارة على مستوى القاعدة. أعاد سرجون بناء مدينة كيش، بالإضافة أطلق عليه اللقب غير التقليدي «ملك العقادية» ولقب المهيمنين الجنوبيين «ملك البلاد»، كما قبل لقب الهيمنة الشمالية «ملك الجموع» أو «سيد الكون» (ball kishshatim).
في عهد سرجون، ازدهرت التجارة. فقد قدم مقاييس موحدة للمساحة والوزن وما إلى ذلك في جميع أنحاء البلاد، واعتنى بصيانة الأراضي والممرات المائية. لا شك في أن التجارة الدولية والعلاقات مع دول ما وراء البحار التي تأسست في عهد سرجون كانت مواتية. لم تتاجر أكد فقط مع سوريا وآسيا الصغرى، ولكن أيضًا مع البحرين، والساحل العربي للخليج العربي وسلطنة عمان، والساحل الشمالي للخليج العربي ووادي السند. علمنا بهذا من خلال نقش سرجون الأصلي، الذي نسخه ناسخ قديم وفي نسخته التي وصلت إلينا:
لذلك، مثل الطيور الغريبة في السماء،
سارع الأجانب حولها،
حتى يطيع سكان مارحاشي
حتى القرود، الأفيال العظيمة، الجاموس -
الوحوش غير المرئية -
في الشوارع الفسيحة، كانوا يدفعون بعضهم البعض، -
كلاب النسب، الحراس، الماعز الحجرية،
خروف جبلي طويل الشعر -
إنانا، أنقى ليلة، لم تنم.
في تلك الأيام ملأت مخازن الحبوب في أكد بالذهب،
ملأت مخازن الحبوب بالفضة اللامعة.
في مستودعات الحبوب، النحاس النقي، القصدير،
جمعت أطباق اللازورد في أكوام،
مختومة في حفر الصومعة.
إنانا أنقى وشاح فتحهما على مصراعيه،
وفي سومر، تدفقت السلعة نفسها في قوارب.
ألاموريون سكان الجبال الذين لا يعرفون الحبوب،
يتم جلب الثيران المختارة والماعز الجبلي هناك.
الملوخيين، سكان الجبال السوداء،
يتم إحضار عجائب الدول الأجنبية.
العيلاميين والسوبارتو، مثل حمير القطيع،
هم جيدون.
~أغنية أكدية
ومع ذلك، فإن هذا الازدهار التجاري لم يدم طويلا.

## حروب سرجون في الشمال والشرق

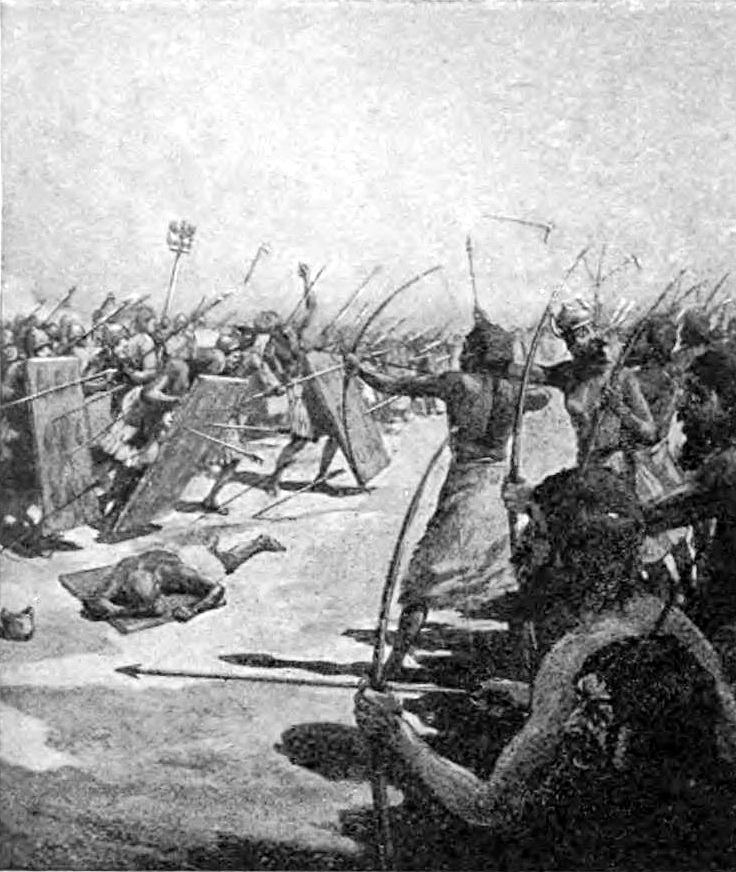
معركة بين السومريين (يسار) وألاكديين بقيادة سرجون مسلحين بالأقواس والسهام. القرن العشرين قبل الميلاد.

بعد ان وحد سرجون المدن السومرية والسامية قرر توجيه فتوحاته إلى الشمال وتمكن من السيطرة على مدن ماري ويارموتي وإبلا ثم اتجه نحو غابات الأرز في لبنان وإلى الجبال الفضية (جبال طوروس وتمكن الأكديون من الاستيلاء على الطرق التجارية المهمة التي كانت تنقل الخشب والمعدن التي كانت بمحاذاة نهر الفرات وبعد ذلك توجه سرجون نحو الشرق وتمكن من الاستيلاء على المدن العيلامية وتمكن من ضم مدينة اوان وثم استولى على مدينة شوشان وبارهاشي وكافة المناطق المجاورة لهذه المدن أصبحت تحت السيطرة الأكدية.

## فترته الأخيرة
كشفت أحد ملاحم في تل العمارنة المكتوبة بااللغة الأكدية عن أن سرجون هاجم القبائل الحيثية والحورية في قلب الأناضول وحارب ملك مدينة بوروشاندا وتمكن من ضم تلك المدينة أيضا وكان هذا إنجازًا كبيرا يحسب لسرجون إذ الذي فعله كان في القرن 23 قبل الميلاد وأكدت الحفريات في تركيا وجود الجيش الأكدي في الاناضول ونفس الملحمة أكدت أن الملك سرجون سيطر على السواحل الغربية للبحر الأبيض المتوسط وكذلك تمكن من إنشاء أسطول في البحر الأبيض المتوسط واتجه نحو جزيرة قبرص (التي كان اسمها في ذلك الوقت كريت) وقام بمحارية كيفتيو التي كانت إحدى المواقع في قبرص، توفي سرجون في سنة 2279 ق م واستمر حكمه لمدة 56 سنة وحكم من بعده ابنه ريموش

## إرث سرجون
حسب بعض المدونات القديمة توفي سرجون سنة 2215 ق م لكن ابنه الأكبر ريموش هو من كان يقوم بإدارة الإمبراطورية وقمع الثورات ضد سرجون ثم تبعه أخوه مانيشوتشو (الذي حكم لمدة 15 سنة), ترك سرجون بعد وفاته إرثًا كبيرًا عند حكام بلاد الرافدين من بعده وخاصةً الملوك البابليين والآشوريين وحاول ملوك بلاد الرافدين تشبيه أنفسهم بسرجون وحاولوا ضم المناطق التي احتلها سرجون، الملك البابلي الكلداني نبو نيد (556-539 ق م) والذي يعتبر آخر ملك وطني حكم بلاد الرافدين قبل أن يأتي كورش الكبير الاخميني واحتلها أبدى اهتماما كبيرا بسرجون الأكدي وقام بزيارة المواقع التي كان يتواجد بها سرجون والكثيرون من المؤرخين الآن يرغبون بمعرفة سرجون أكثر.
في القصيدة التاريخية والتعليمية السومرية عن سرجون ونارام سين، يُقال عن هذه السنوات من حكم سرجون على أنها وقت وفرة الطعام والشراب والسلع الخارجية التي جاءت ألى مدينة أكد، ومن بينها «الأفيال الضخمة والقرود وحيوانات من بلاد بعيدة». ثم الكلاب الخاصة، «والخيول وكباش مجزأة»، وكلهم جابوا، بحسب القصيدة، على طول شوارع أكد. وفقًا للقصيدة، جاء رعاة الغرب الساميين، الذين لم يعرفوا الخبز، إلى أكد للتجارة، وأهل البلد الأسود - ملوخ، وعيلاميون، وسوباريون.

## عائلة سرجون

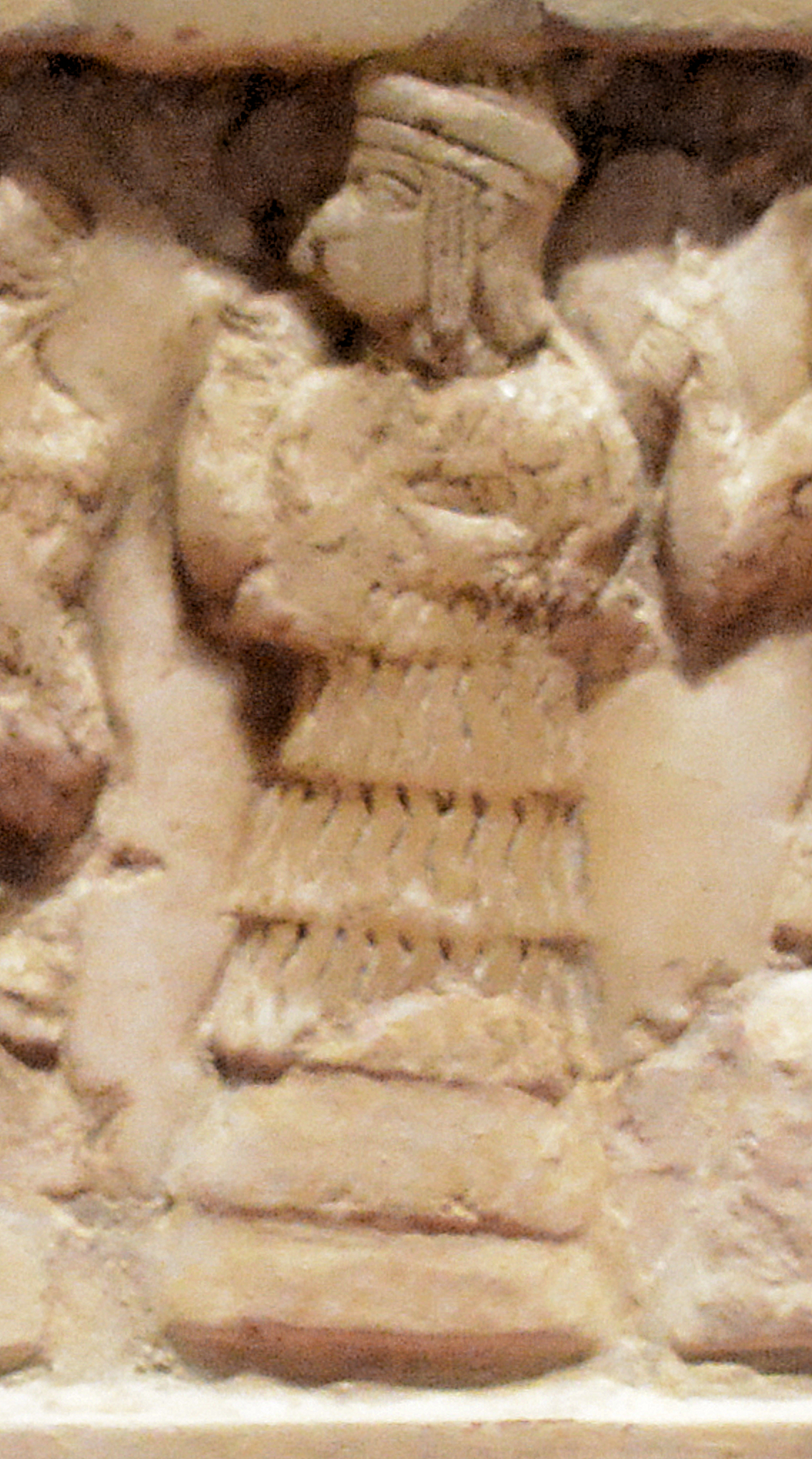
إنخيدوانا بنت سرجون الأكدي

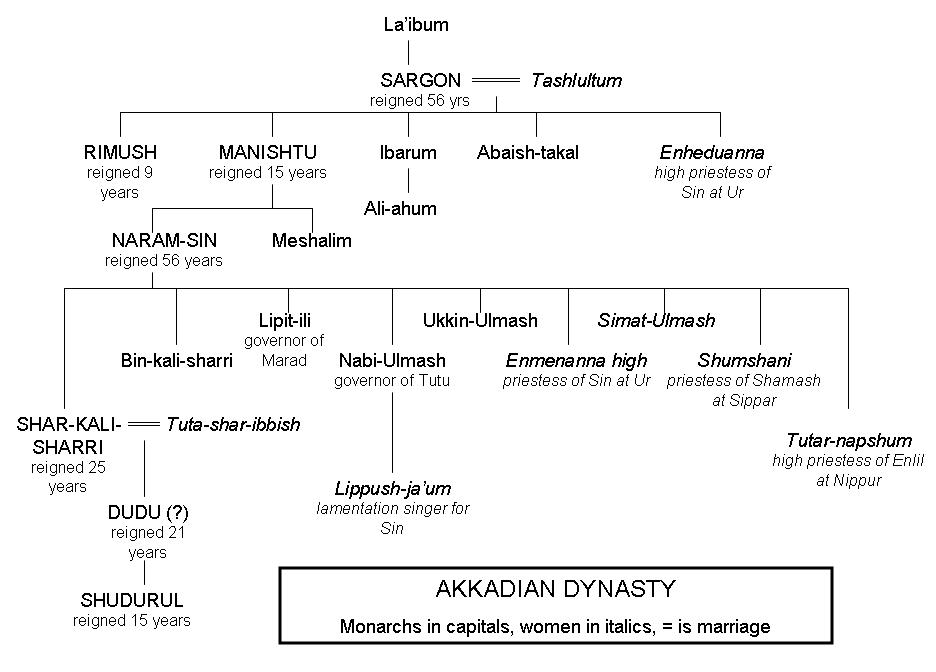
شجرة عائلة سرجون الأكدي.

تزوج سرجون من تاشلولتوم وأنجب منها أبناء وقد أنجب كذلك إنخيدوانا ابنته الصغرى والتي ادعت أنها الآلهة إنانا وأصبحت تحكم في
اور كما أنه أنجب منها ابنه ريموش وبعد وفاة ريموش تولى أخوه مانيشوتشو السلطة وكذلك أنجب شو انليل (ايباروم) ويبايس تكال (ابياش تكال).

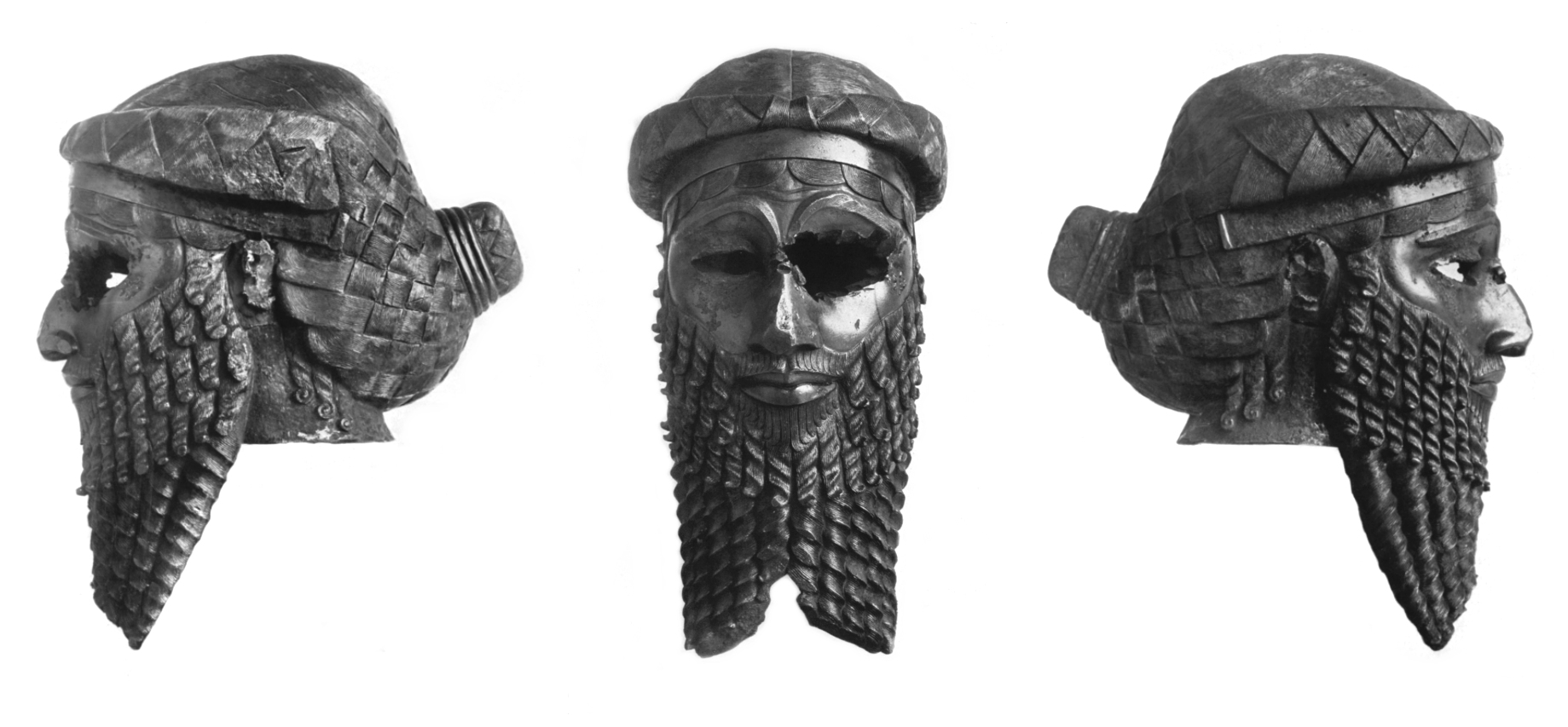
ما يسمى بـ "قناع سرجون" ، بعد ترميمه ، في عام 1936. الشعر المظفر والضفيرة الملكية، التي تذكرنا بغطاء رأس ميسكالامدوك ، تظهر بشكل خاص على أسس أسلوبية، كذلك قد يمثل هذا الرأس حفيد سرجون نارام سين ، وليس سرجون نفسه.

## سرجون في دائرة المعارف البريطانية
ورد في الموسوعة البريطانية ما لي: إن مصادر معرفتنا بحياة سرجون نستقيها باكملها من الاساطير والحكايات التي جاءت بعد شهرته خلال الفين عام من التاريخ الرافدي الذي سجل بالكتابة المسمارية، وليس من وثائق كتبت في زمنه... 

## مقالات ذات صلة
- أكد (مدينة)
- الإمبراطورية الأكدية
- نارام سين